# Muntanyes Bârgău
Les muntanyes de Bârgău són un grup muntanyós dels Carpats de Maramureș i Bucovina, pertanyent a la serralada dels Carpats Orientals. El cim més alt és el pic Heniul Mare, amb 1.611 m.

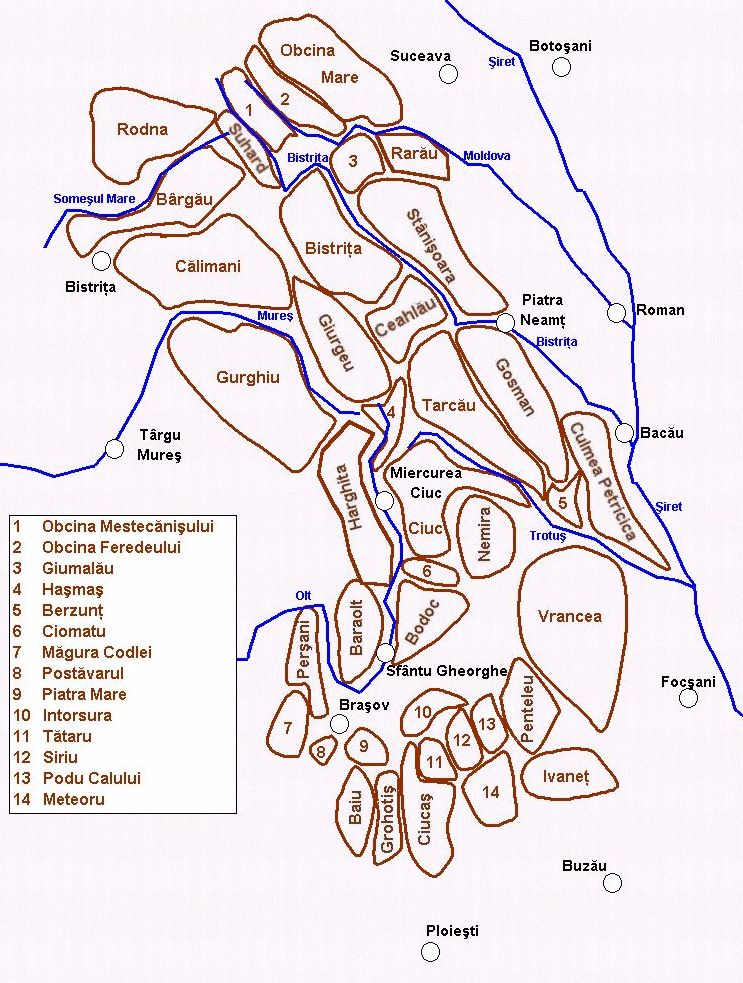
La posició de les muntanyes de Bârgău dins dels Carpats orientals